# TSG Neustrelitz
El TSG Neustrelitz es un equipo de fútbol de Alemania que juega en la NOFV-Oberliga Nord, una de las ligas regionales que conforman la quinta división de fútbol en el país.

## Historia
Su orígenes vienen del Neustrelitzer Fußball Club, quien pronto se volvió una institución deportiva conocida como Neustrelitzer Sportverein, el cual desapareció en 1919, aunque su departamento de fútbol fue restablecido con el nombre Ballspielverein Neustrelitz. Otro equipo local existía en Neustrelitz llamado SV Viktoria Neustrelitz y creado en 1925 y que se fusionaría con el Ballspielvieren. Posteriormente el Viktoria se fusionaría con el SG Corso Neustrelitz para formar al SG Corso Viktoria Neustrelitz en 1931, el cual jugó hasta el fin de la Segunda Guerra Mundial, ya que las fuerzas aliadas que ocupaban Alemania desaparecieron a todas las instituciones existentes, incluyendo a las deportivas.
El sucesor fue fundado en 1946 con el nombre SG Neustrelitz y que formaba parte de Alemania Occidental, cambiando de nombre en varias ocasiones, los cuales han sido:
- BSG Konsum Neustrelitz (1949)
- BSG Empor Süd Neustrelitz (1951)
- BSG Motor Neustrelitz (1952)
- BSG Maschinelles Rechnen Neustrelitz (1971)
- TSG Neustrelitz (1975) luego de que se desafiliara de la industria patrocinadora.

Estuvo por varios años en la DDR-Liga 2, pero nunca estuvo estable en alguna categoría. Estuvieron a punto de ascender a la DDR-Liga en 1963, pèro fueron descalificados por alinear ilegalmente a un jugador, lo cual consiguieron al año siguiente.
Luego de la Reunificación de Alemania en 1990, participaron en la Landesliga Mecklenburg-Vorpommern (VI), ganando el ascenso a la Verbansliga Mecklenburg-Vorpommern (V) en 1996 y al año siguiente ascendieron a la Oberliga Nordost-Nord (IV), descendiendo 3 años más tarde.

## Palmarés
- Verbandsliga Mecklenburg-Vorpommern (V): 2

1997, 2001
- Landesliga Mecklenburg-Vorpommern (VI): 1

1996
- Bezirksliga Neubrandenburg (VII): 1

1991